# Smoky Lake County
Das Smoky Lake County ist einer der 63 „municipal districts“ in Alberta, Kanada. Der Verwaltungsbezirk gehört zur Census Division 12 und ist Teil der Region Zentral-Alberta. Der Bezirk als solches wurde zum 3. Mai 1922 eingerichtet (incorporated als „Municipal District of Vilna No. 575“) und hat seinen Verwaltungssitz in der Kleinstadt Smoky Lake.
Der Verwaltungsbezirk ist für die kommunale Selbstverwaltung in den ländlichen Gebieten sowie den nicht rechtsfähigen Gemeinden, wie Dörfern und Weilern und Ähnlichem, zuständig. Für die Verwaltung der Städte und Kleinstädte in seinen Gebietsgrenzen ist er nicht zuständig. Ebenfalls nicht zuständig ist der Bezirk für die Siedlungen der Métis. Die Métis-Siedlungen werden gemeinsam von einer Métis-Regierung vertreten und regiert, das „Métis Settlements General Council“.

## Lage
Der „Municipal District“ liegt im Osten der kanadischen Provinz Alberta, etwa 110 Kilometer nordöstlich von Edmonton. Der Bezirk wird nach Süden durch den North Saskatchewan River begrenzt. Im Bezirk befindet sich mit dem Garner Lake Provincial Park einer der Provincial Parks in Alberta.
Die Hauptverkehrsachsen des Bezirks sind der in Ost-West-Richtung verlaufende Alberta Highway 28 sowie der in Nord-Süd-Richtung verlaufende Alberta Highway 36.
Im Bezirk liegen verschiedene Reservate der First Nation sowie Siedlungen der Métis.
| Name                          | Bevölkert durch             | Bemerkung           | Einwohner | Veränderung (zum letzten Zensus) | Fläche (km²) | Bev.-dichte (EW/km²) |
| ----------------------------- | --------------------------- | ------------------- | --------- | -------------------------------- | ------------ | -------------------- |
| Saddle Lake Cree Nation       | Saddle Lake Cree Nation     | Bezirksübergreifend | k. A.     | k. A.                            | 277,31       | k. A.                |
| Whitefish Lake First Nation   | Whitefish Lake First Nation | Bezirksübergreifend | 1310      | + 10,3 %                         | 50,93        | 25,7                 |
| Kikino Métis Settlement       | Métis                       |                     | 934       | - 2,6 %                          | 442,27       | 2,1                  |
| Buffalo Lake Métis Settlement | Métis                       |                     | 712       | + 44,7 %                         | 336,97       | 2,1                  |

| Athabasca County | Lac La Biche County                         |                            |
| Thorhild County  | Kompassrose, die auf Nachbargemeinden zeigt | County of St. Paul No. 19  |
|                  | Lamont County                               | County of Two Hills No. 21 |

## Bevölkerung
| Jahr | Erhebung          | Einwohner | Änderung | Fläche (km²) | Bev.-dichte (EW/km²) |
| ---- | ----------------- | --------- | -------- | ------------ | -------------------- |
| 2016 | Volkszählung 2016 | 4107      | + 5,0 %  | 3412,92      | 1,2                  |
| 2011 | Volkszählung 2011 | 3910      | + 16,5 % | 3412,81      | 1,1                  |

## Gemeinden und Ortschaften
Folgende Gemeinden liegen innerhalb der Grenzen des Verwaltungsbezirks:
- Stadt (City): keine
- Kleinstadt (Town): Smoky Lake
- Dorf (Village): Vilna, Waskatenau
- Weiler (Hamlet): Bellis, Edwand, Spedden, Warspite

Außerdem bestehen noch weitere, noch kleinere Ansiedlungen und Einzelgehöfte. Weiterhin liegen im Bezirk auch mehrere Kolonien der Hutterer. Diese Kolonien haben eine dorfähnliche Struktur und in der Regel 100 bis 150 Einwohnern.